# Southern All Stars
I Southern All Stars (サザンオールスターズ?, Sazan ōru sutāzu), talvolta indicati con l'acronimo SAS, sono un gruppo musicale pop rock giapponese.

## Formazione
Attuale
- Keisuke Kuwata - voce, chitarre
- Kazuyuki Sekiguchi - basso
- Yuko Hara - voce, tastiere
- Hiroshi Matsuda - batteria
- Hideyuki "Kegani" Nozawa - percussioni

Ex membri
- Takashi Omori - chitarre

## Discografia parziale
- Tiny Bubbles (タイニイ・バブルス) (1980)
- Stereo Taiyōzoku (ステレオ太陽族) (1981)
- Nude Man (1982)
- Ballade '77-'82 (バラッド '77-'82) (compilation, 1982)
- Kirei (綺麗) (1983)
- Ninkimono de Ikō (人気者で行こう) (1984)
- Kamakura (1985)
- Ballade 2 '83-'86 (compilation, 1986)
- Suika (すいか) Southern All Stars Special 61 Songs (box-set, 1989)
- Southern All Stars (1990)
- Inamura Jane (稲村ジェーン) (colonna sonora, 1990)
- Yo ni Man'yō no Hana ga Saku Nari (世に万葉の花が咲くなり) (1992)
- HAPPY! (box-set, 1995)
- Young Love (1996)
- Umi no Yeah!! (海のYeah!!) (compilation, 1998)
- Sakura (さくら) (1998)
- Ballade 3 (バラッド3) the album of LOVE (compilation, 2000)
- Killer Street (キラーストリート) (2005)